# Sérénac
Sérénac (okzitanisch Serenac) ist eine französische Gemeinde mit 500 Einwohnern (Stand: 1. Januar 2022) im Département Tarn in der Region Okzitanien (vor 2016: Midi-Pyrénées). Sérénac gehört zum Arrondissement Albi und zum Kanton Carmaux-1 Le Ségala. Die Einwohner werden Sérénacois genannt.

## Geographie
Sérénac liegt etwa 16 Kilometer ostnordöstlich von Albi. An der nordwestlichen Gemeindegrenze verläuft das Flüsschen Ruisseau de Lézert, an der südöstlichen Gemeindegrenze mündet der Aygou in den Tarn, der die Gemeinde im Süden begrenzt. Umgeben wird Sérénac von den Nachbargemeinden Saint-Julien-Gaulène im Norden, Saint-Cirgue im Osten, Ambialet im Süden und Südosten, Villefranche-d’Albigeois im Süden, Bellegarde-Marsal im Südwesten, Crespinet im Westen sowie Andouque im Nordwesten.

## Bevölkerungsentwicklung
| 1962                       | 1968 | 1975 | 1982 | 1990 | 1999 | 2006 | 2018 |
| -------------------------- | ---- | ---- | ---- | ---- | ---- | ---- | ---- |
| 390                        | 402  | 358  | 314  | 314  | 322  | 457  | 487  |
| Quellen: Cassini und INSEE |      |      |      |      |      |      |      |

## Persönlichkeiten
- André Billoux (1928–1980), Politiker